# 夏允達
夏允達（？—？），清朝官員，本籍湖南。

## 生平
夏允達於1866年（同治5年）接替張國楷，任臺灣府淡水廳艋舺縣丞一職（議敘從九品），是大臺北地區的地方父母官。